# 滍阳镇
滍阳镇，是中华人民共和国河南省平顶山市新华区下辖的一个乡镇级行政单位。

## 行政区划
滍阳镇下辖以下地区：
西王营村、焦庄村、毛营村、闫口村、梁庄村、库庄村、叶营村、何庄村、姬庄村、贺营村、夏店村、惠洼村、周庄村、韩寨村、西治村、马跑泉村、东羊石村和幸福村。